# 伊德施泰特
伊德施泰特（德語：Idstedt）是德国石勒苏益格－荷尔斯泰因州的一个市镇。总面积13.35平方公里，总人口847人，其中男性409人，女性438人（2011年12月31日），人口密度63人/平方公里。